# 宝島 (アミューズメント施設)
株式会社宝島（たからじま、英: TAKARAJIMA  Co.,Ltd.）は、かつてアミューズメント施設（ゲームセンター）などを運営していた日本の企業。GENDA GiGO Entertainmentの完全子会社であった。

## 概要
2013年9月に、経営危機に陥っていた株式会社UCO（後の株式会社MIA）の事業を譲受する目的で設立。以降は「宝島」「あそびのひろば」等のブランドでアミューズメント施設を展開。
2017年に、「ぷれいらんど373」17店舗を運営するマイナミアミューズメント株式会社の全発行株式を取得し、完全子会社とした。2017年9月25日にマイナミアミューズメント株式会社の称号が株式会社宝島アミューズメントに変更、その後2018年03月01日に株式会社宝島アミューズメントを吸収合併し、株式会社宝島アミューズメントは解散した。
2022年1月31日付でGENDA GiGO Entertainmentが全株式を取得したと同時に、宝島はGENDA GiGO Entertainmentの完全子会社となった。GENDA GiGO Entertainmentの子会社化後も「宝島」「あそびのひろば」のブランドは維持される。GENDAは、「両社がそれぞれ培ってきたノウハウを相互に共有することにより、今まで以上に楽しいアミューズメント施設を創り出すことを目指す」とコメントしている。
2022年中に親会社であるGENDA GiGO Entertainmentへ吸収合併される予定で、宝島は解散する予定であることが公表され、その後同年5月1日に吸収合併され解散した。宝島が運営していた24店舗はGENDA GiGO Entertainment直轄の運営となった。2023年5月19日にあそびのひろば 柏の葉店がGiGOららぽーと柏の葉へ転換へ転換されたのを皮切りに、順次「GiGO」へのブランド変更が実施されている。

## 沿革
- 2013年9月24日 - 株式会社宝島ホールディングスとして設立。
- 2018年3月1日 - 株式会社宝島新成田、株式会社宝島大槌、株式会社宝島大和、株式会社宝島22、株式会社宝島南アルプス、株式会社新宝島、株式会社ムトス相模原、株式会社宝島アミューズメント、株式会社宝島日根野、株式会社ゲームフジ、株式会社エース津田沼、株式会社ソニックビーム、株式会社宝島新浦安、株式会社宝島蓮田を吸収合併したと同時に、商号を株式会社宝島へ変更。
- 2019年10月1日 - アミューズメントエース津田沼の運営を、株式会社レジャランが設立した株式会社津田沼準備会社へ会社分割により譲渡。
- 2022年
  - 1月31日 - 株式譲渡により、株式会社GENDA GiGO Entertainmentの完全子会社となる。
  - 5月1日 - 株式会社GENDA GiGO Entertainmentに吸収合併され解散。

## 店舗
吸収合併時点では、北海道から大阪府にかけて「宝島」「ムトス」「アミューズメントエース」「ソニックビーム」「あそびのひろば」のブランドで24店舗を運営していた。一部店舗は吸収合併後に「GiGO」ブランドへ転換された。吸収合併後における店舗情報はGENDA GiGO Entertainmentの「GiGOグループのお店情報サイト」へ統合された。
運営していた店舗
- 宝島 函館店
- 宝島 勝田店
- 宝島 桐生店 - 2024年6月7日にGiGO MEGAドン・キホーテ桐生へ転換
- 宝島 蓮田店
- 宝島 浦和美園店
- 宝島 浦和原山店
- 宝島 浜松店
- 宝島 岸和田店 - 2024年7月3日にGiGOラパーク岸和田へ転換[13]
- ムトス 相模原店
- あそびのひろば 鹿嶋店
- あそびのひろば 北小金店 - 2024年6月12日にGiGOイオン北小金へ転換
- あそびのひろば 鴻池店
- あそびのひろば 柏の葉店 - 2023年5月19日にGiGOららぽーと柏の葉へ転換
- 宝島 幕張店 - 2023年8月10日にGiGOイオン海浜幕張へ転換
- 宝島 三郷店 - 2023年9月29日にGiGOMEGAドン･キホーテ三郷へ転換
- 宝島 瑞江店 - 2023年9月30日にGiGOラパーク瑞江へ転換
- 宝島 日根野店 - 2023年10月13日にGiGOイオンモール日根野へ転換
- 宝島 四街道店 - 2023年10月28日にGiGOMEGAドン･キホーテ四街道へ転換
- ソニックビーム 松戸店 - 2022年12月19日から突然の休業(その後建物解体)
- あそびのひろば 船岡店 - 2023年1月31日閉店
- アミューズメントエース 市川店 - 2023年5月7日閉店
- 宝島 ふじみ野店 - 2023年9月3日閉店
- 宝島 泉ヶ丘店 - 2024年2月12日閉店